# Wilhelm Rees (Theologe)
Wilhelm Rees (* 22. April 1955 in Augsburg) ist ein deutscher Theologe und emeritierter Hochschullehrer an der Katholischen-Theologischen Fakultät der Universität Innsbruck.

## Leben
Wilhelm Rees studierte von 1975 bis 1980 katholische Theologie an der Katholisch-Theologischen Fakultät der Universität Augsburg und schloss das Studium mit dem Diplom ab. Danach trat er in den Dienst des Bistums Augsburg und wirkte zwei Jahre als Pastoralassistent in der Stadtpfarrei St. Sebastian in Oettingen.
1982 kehrte er an die Universität Augsburg zurück und wurde Assistent von Joseph Listl SJ (1929–2013) am Lehrstuhl für Kirchenrecht.
Mit der Studie „Der Religionsunterricht in der kirchlichen und staatlichen Rechtsordnung“ promovierte Rees im Wintersemester 1985/86 zum Doktor der Theologie. Für dieses Werk wurde er 1987 mit dem Albertus-Magnus-Preis prämiert. Anschließend war er bis 1992 als Akademischer Rat a. Z. am Lehrstuhl tätig. Er wandte sich dem kirchlichen Strafrecht zu und verfasste eine Untersuchung mit dem Titel „Die Strafgewalt der Kirche. Grundlagen und Entwicklungen des kirchlichen Strafrechts vom Corpus Iuris Canonici bis zum Codex Iuris Canonici vom 25. Januar 1983“. Sie bildete die Grundlage für die Habilitation im Fach Kirchenrecht im Sommersemester 1991.
Von 1992 bis 1996 wirkte Rees als Professor an der Otto-Friedrich-Universität in Bamberg und vertrat dort am kirchenrechtlichen Lehrstuhl der Katholisch-Theologischen Fakultät den damaligen Rektor der Universität, den Kanonisten Alfred E. Hierold.
Bereits 1995 begann er seine Lehrtätigkeit an der Universität Innsbruck und wurde im Mai 1996 zum Nachfolger von Johannes Mühlsteiger als Professor für Kirchenrecht und Vorstand des Instituts für Kirchenrecht an der Katholisch-Theologischen Fakultät der Universität Innsbruck ernannt.
Ab 1998 arbeitete Rees im Planungsprozess zur Neuordnung und Strukturierung der Katholisch-Theologischen Fakultät der Universität Innsbruck mit. Unter seinem Vorsitz der Studienkommission für die theologischen Studienrichtungen der Katholisch-Theologischen Fakultät der Universität Innsbruck entstanden von Oktober 2001 bis März 2004 neue Studienpläne.
Rees wurde Mitglied im Kontaktkomitee der Katholisch-Theologischen Fakultäten und Hochschulen in Österreich. Zudem gehört er bis heute als Rechtsberater der Steuerungsgruppe der Österreichischen Bischofskonferenz (ÖBK) für Universitäten und Katholisch-Theologische Fakultäten und Hochschulen an. Ferner war Rees Mitglied der Studienkommission für die theologischen Studienrichtungen der Katholisch-Theologischen Fakultät der Universität Innsbruck sowie Vertreter seiner Fakultät beim deutschen Katholisch-Theologischen Fakultätentag (2000–2017).
Das Forschungsinteresse von Rees gilt neben dem kirchlichen Strafrecht, dem kirchlichen Verfassungsrecht, den rechtlichen Fragen zu Katechese, Religionsunterricht, Schule und Hochschule sowie der Ökumene und vor allem staatskirchenrechtlichen Fragestellungen.
In der nationalen und internationalen Zusammenarbeit in Forschung und Lehre war Rees von 2012 bis 2015 Initiator und Leiter des vom Fonds zur Förderung der wissenschaftlichen Forschung (FWF) genehmigten Forschungsprojekts „Österreichischer Synodaler Vorgang – Befragung von Zeitzeugen und Rezeption“. Das Projekt war Bestandteil eines internationalen Kooperationsprojektes der Deutschen Forschungsgemeinschaft (DFG) zu den mitteleuropäischen Nationalsynoden der römisch-katholischen Kirche nach dem Zweiten Vatikanischen Konzil an der Philosophisch-Theologischen Hochschule Vallendar.
Wilhelm Rees ist durch seine ausgedehnte Vortrags- und Publikationstätigkeit in der akademischen Welt vielfach präsent. Seine Tätigkeit als Herausgeber umfasst die Herausgeberschaft der renommierten Reihe „Kanonische Studien und Texte“ (seit 2000) und der 3. Auflage des „Handbuchs des katholischen Kirchenrechts“ als internationale Gemeinschaftsarbeit (2015).
Neben der akademischen Tätigkeit war Wilhelm Rees Mitglied der Diözesansynode des Militärordinariats der Republik Österreich, die von 30. September bis 4. Oktober 2013 in der Schwarzenberg-Kaserne in Salzburg stattfand – zur Erarbeitung von Vorschlägen für ein neues Pastoralkonzept der Militärdiözese.
Als Organisator internationaler kirchen- und staatkirchenrechtlicher Tagungen haben ihn Forschungs- und Lehraufenthalte an Universitäten und Hochschulen in Deutschland, Italien, Polen, Tschechien, Litauen, Slowenien, Spanien und Griechenland geführt.
1987 wurde Wilhelm Rees mit dem Albertus-Magnus-Preis der Diözese Augsburg ausgezeichnet.
Rees ist verheiratet und hat zwei Kinder.

## Werke (Auswahl)
als Autor
- Der Religionsunterricht und die katechetische Unterweisung in der kirchlichen und staatlichen Rechtsordnung. Pustet, Regensburg 1986, ISBN 3-7917-1023-0 (zugl. Dissertation, Universität Augsburg 1986).
- Stichwort Katholische Kirche. Heyne, München 1992, ISBN 3-453-05613-2.
- Die Strafgewalt der Kirche. Das geltende kirchliche Strafrecht dargestellt auf Grundlage seiner Entwicklungsgeschichte. Duncker & Humblot, Berlin 1993, ISBN 3-428-07790-3 (zugl. Habilitationsschrift, Universität Augsburg 1991).
- Rees, Wilhelm (2022): Austritt aus einer Religionsgesellschaft. In: Kowatsch, Andreas; Pichler, Florian; Tibi, Daniel; Tripp, Harald: 111 Begriffe des österreichischen Religionsrechts. St. Ottilien: EOS-Verlag, ISBN 978-3-8306-8168-7, S. 52–54.
- Rees, Wilhelm (2022): Synodalität. Möglichkeiten der Weiterentwicklung aus katholisch-kirchenrechtlicher Perspektive. In: Zulehner, Paul M.; Neuner, Peter; Hennersperger, Anna: Synodalisierung. Eine Zerreißprobe für die katholische Weltkirche? Expertinnen und Experten aus aller Welt beziehen Stellung. Ostfildern: Matthias Grünewald, ISBN 978-3-7867-3297-6, S. 413–430.
- Rees, Wilhelm (2021): Das kirchliche Strafrecht in seiner Entwicklung vom CIC/1917 bis heute. In: Krämer, Barbara; Thull, Philipp: Der CODEX IURIS CANONICI im Wandel. Entwicklungslinien vom CIC/1917 bis heute. Würzburg: Echter, ISBN 978-3-429-05439-7, S. 117–145.
- Rees, Wilhelm (2020): Synods and Synodality in the Austrian Church after the Second Vatican Council. In: Ecumeny and Law 8, S. 37–59.
- Gemeinsam mit Bair, Johann (2020): Leistungen der Kirchen und Religionsgemeinschaften für Staat und Gesellschaft aus staatskirchenrechtlicher und kirchenrechtlicher Sicht. In: Rees, Wilhelm; Bair, Johann: Leistungen der Kirchen und Religionsgemeinschaften in Österreich für Staat und Gesellschaft. Innsbruck: innsbruck university press (IUP) (= Religion und Staat im Brennpunkt, 5), ISBN 978-3-99106-008-6, S. 11–28.
- Rees, Wilhelm (2020): Eine Garantie für Frieden und Gerechtigkeit? Kirchenrecht im Spannungsfeld zwischen Individuum und Institution. In: Datterl, Monika; Guggenberger, Wilhelm; Paganini, Claudia (Hrsg.): Friede – Gnade – Gerechtigkeit. Im Spannungsfeld zwischen Institutionen und persönlichem Engagement. Innsbruck: innsbruck university press (IUP) (= theologische trends, 30), ISBN 978-3-99106-009-3, S. 161–179.

als Herausgeber
- Gemeinsam mit Anna Egler und später mit Christoph Ohly: Kanonistische Studien und Texte (KST), ab Band 41 Duncker & Humblot Berlin 2000 ff.
- Im Dienst von Kirche und Wissenschaft. Festschrift für Alfred E. Hierold zur Vollendung seines 65. Lebensjahres. Duncker & Humblot, Berlin 2007, ISBN 978-3-428-12478-7 (Kanonistische Studien und Texte; 53).
- Katholische Kirche im neuen Europa. Religionsunterricht, Finanzierung und Ehe im kirchlichen und staatlichen Recht; mit einem Ausblick auf zwei afrikanische Länder. Lit-Verlag, Wien 2007, ISBN 978-3-7000-0631-2.
- Recht in Kirche und Staat. Joseph Listl zum 75. Geburtstag. Duncker & Humblot, Berlin 2004, ISBN 3-428-11673-9 (Kanonistische Studien und Texte; 48).
- Gemeinsam mit Stephan Haering/Heribert Schmitz: Handbuch des katholischen Kirchenrechts, 3. Aufl., Regensburg 2015, ISBN 978-3-7917-2723-3.
- Gemeinsam mit Lumma, Liborius; Vonach, Andreas (2022): Religiöse Autoritäten. Beiträge aus dem Innsbrucker Forschungszentrum „Synagoge und Kirchen“. Innsbruck: innsbruck university press (IUP), ISBN 978-3-99106-075-8.
- Gemeinsam mit Bair, Johann (2021): Religiöse Symbole. Bedeutung und Öffentlichkeit. Innsbruck: innsbruck university press (IUP) (= Religion und Staat im Brennpunkt, 6), ISBN 978-3-99106-060-4.
- Gemeinsam mit Bauer, Christian (2021): Laienpredigt – Neue pastorale Chancen. Freiburg i. Br. – Basel [u. a.]: Herder, ISBN 978-3-451-38963-4.
- Gemeinsam mit Bair, Johann (2019): Fundamentalismus in Österreich. Innsbruck: innsbruck university press (IUP) (= Religion und Staat im Brennpunkt, 4), ISBN 978-3-903187-58-0.
- Gemeinsam mit Müller, Ludger; Ohly, Christoph; Haering, Stephan (2019): Religiöse Vielfalt. Herausforderungen für das Recht. Berlin: Duncker & Humblot (= Kanonistische Studien und Texte, 69), ISBN 978-3-428-15392-3.